# Fletxa Valona 2014
La Fletxa Valona 2014, 78a edició de la Fletxa Valona, es va disputar el dimecres 23 d'abril de 2014, entre Bastogne i Huy, sobre un recorregut de 199 kilòmetres. Aquesta era la dotzena prova de l'UCI World Tour 2014 i segona del tríptic de les Ardenes, després de l'Amstel Gold Race i abans de la Lieja-Bastogne-Lieja.
La cursa fou guanyada per l'espanyol Alejandro Valverde (Movistar Team) que s'imposà en atacar en els darrers metres de l'ascensió al Mur de Huy. Aquesta era la segona victòria de Valverde en aquesta cursa, després de l'aconseguida el 2006. En segona posició finalitzà l'irlandès Daniel Martin (Garmin-Sharp), mentre el polonès Michał Kwiatkowski (Omega Pharma-Quick Step) finalitzà en tercera posició.

## Recorregut
Recorregut semblant al de l'any anterior, però amb petites variacions. S'endarrereix 9 quilòmetres el primer pas pel Mur de Huy i es redueix el quilometratge entre el segon pas per aquest mateix punt i l'arribada. En aquesta edició són 11 les cotes a superar, una més que el 2013.

### Cotes
| Núm. | Nom                 | Quilòmetres | Distància (m) | Pendent mitjà | Quilòmetres a l'arribada |
| ---- | ------------------- | ----------- | ------------- | ------------- | ------------------------ |
| 1    | Cota de Bellaire    | 84          | 1 000         | 6,8%          | 115                      |
| 2    | Cota d'Ahin         | 101         | 2 100         | 5,9%          | 98                       |
| 3    | Mur de Huy (1r pas) | 111,5       | 1 300         | 9,3%          | 87,5                     |
| 4    | Cota d'Ereffe       | 124,5       | 2 200         | 5,9%          | 74,5                     |
| 5    | Cota de Bellaire    | 143,5       | 1 000         | 6,8%          | 55,5                     |
| 6    | Cota de Bohissau    | 151         | 1 300         | 7,6%          | 48                       |
| 7    | Cota de Bousalle    | 154         | 1 700         | 4,9%          | 45                       |
| 8    | Cota d'Ahin         | 165         | 2 100         | 5,9%          | 34                       |
| 9    | Mur de Huy (2n pas) | 175,5       | 1 300         | 9,3%          | 23,5                     |
| 10   | Cota d'Ereffe       | 188,5       | 2 200         | 5,9%          | 10,5                     |
| 11   | Mur de Huy (3r pas) | 199         | 1 300         | 9,3%          | 0                        |

## Equips participants
L'organització comunicà una llista amb sis equips convidats el 25 de febrer de 2014.
| Núm.    | Codi | Equip                   |
| ------- | ---- | ----------------------- |
| 1-8     | KAT  | Team Katusha            |
| 11-18   | SKY  | Team Sky                |
| 21-28   | ALM  | AG2R La Mondiale        |
| 31-38   | GRS  | Garmin-Sharp            |
| 41-48   | OPQ  | Omega Pharma-Quick Step |
| 51-58   | MOV  | Movistar Team           |
| 61-68   | BEL  | Belkin Pro Cycling Team |
| 71-78   | CAN  | Cannondale              |
| 81-88   | LAM  | Lampre-Merida           |
| 91-100  | BMC  | BMC Racing Team         |
| 101-108 | TFR  | Trek Factory Racing     |
| 111-118 | TST  | Team Tinkoff-Saxo       |
| 121-128 | FDJ  | FDJ                     |

| Núm.    | Codi | Equip                       |
| ------- | ---- | --------------------------- |
| 131-138 | OGE  | Orica-GreenEDGE             |
| 141-148 | IAM  | IAM Cycling                 |
| 151-158 | GIA  | Giant-Shimano               |
| 161-168 | AST  | Astana Qazaqstan Team       |
| 171-178 | COL  | Colombia                    |
| 181-188 | LTB  | Lotto-Belisol               |
| 191-200 | WGG  | Wanty-Groupe Gobert         |
| 201-208 | EUC  | Team Europcar               |
| 211-219 | TSV  | Topsport Vlaanderen-Baloise |
| 221-228 | UHC  | UnitedHealthcare            |
| 231-238 | COF  | Cofidis                     |
| 241-248 | MTN  | MTN Qhubeka                 |

## Classificació final
|    | Ciclista                 | Equip                   | Temps      | World Tour Punts |
| -- | ------------------------ | ----------------------- | ---------- | ---------------- |
| 1  | Alejandro Valverde (ESP) | Movistar Team           | 4h 36' 45" | 80               |
| 2  | Daniel Martin (IRL)      | Garmin-Sharp            | + 3"       | 60               |
| 3  | Michał Kwiatkowski (POL) | Omega Pharma-Quick Step | + 4"       | 50               |
| 4  | Bauke Mollema (NED)      | Belkin Pro Cycling Team | + 4"       | 40               |
| 5  | Tom-Jelte Slagter (NED)  | Garmin-Sharp            | + 6"       | 30               |
| 6  | Jelle Vanendert (BEL)    | Lotto-Belisol           | + 6"       | 22               |
| 7  | Michael Albasini (SUI)   | Orica-GreenEDGE         | + 8"       | 14               |
| 8  | Roman Kreuziger (CZE)    | Team Tinkoff-Saxo       | + 8"       | 10               |
| 9  | Daniel Moreno (ESP)      | Team Katusha            | + 11"      | 6                |
| 10 | Philippe Gilbert (BEL)   | BMC Racing Team         | + 15"      | 2                |